# Oligotrichum serratomarginatum
Oligotrichum serratomarginatum là một loài rêu trong họ Polytrichaceae. Loài này được J.X. Luo & P.C. Wu mô tả khoa học đầu tiên năm 1980.